# Pouteria durlandii
Pouteria durlandii là một loài thực vật có hoa trong họ Hồng xiêm. Loài này được (Standl.) Baehni miêu tả khoa học đầu tiên năm 1942.